# Јадрин
Јадрин (рус. Ядрин) град је у Русији у Чувашији. Према попису становништва из 2010. у граду је живело 9614 становника.

## Становништво
| 1939. | 1959. | 1970. | 1979. | 1989.  | 2002.  | 2010. |
| ----- | ----- | ----- | ----- | ------ | ------ | ----- |
| 5.400 | 6.273 | 6.821 | 7.304 | 10.149 | 10.573 | 9.614 |